# Kanton Rodez-1
Rodez-1 is een kanton van het Franse departement Aveyron. Het kanton maakt deel uit van het arrondissement Rodez. In 2021 telde het 11.906 inwoners.

Het kanton werd gevormd ingevolge het decreet van 21 februari 2014 , met uitwerking op 22 maart 2015, met Rodez als hoofdplaats.

## Gemeenten
Het kanton omvat enkel een zuidelijk en westelijk deel van de gemeente Rodez